# Eunidia brunneovittipennis
Eunidia brunneovittipennis là một loài bọ cánh cứng trong họ Cerambycidae.